# Белокрила шева
Белокрила шева (лат. Alauda leucoptera) је врста шеве која се налази од јужне Украјине преко Казахстана до јужно-централне Русије. Делимично је миграторна врста, а птице се зими обично селе на југ. Најјужније птице су углавном старице. То је веома ретка луталица у западној Европи.

## Таксономија
Белокрилу шеву је описао Палас, 1811. године у својој "Zoographia Rosso-Asiatica, sistens omnium animalium in extenso Imperio Rossico". Тренутни назив рода потиче од латинске речи за шеву. Специфични епитет leucoptera значи „белокрили“, од leukos, „бели“, и pteron, „крило“. Раније је белокрила шева била класификована као припадница рода Melanocorypha све док није пресељена у Alauda 2014. године.

## Опис
Белокрила шева са блиставим белим мрљама на крилима је велика и робусна, обично 17-19 цм дужине, са распоном крила од 35 цм. Оба пола теже око 44 г. У лету је лако препознатљива због упечатљивих шара на крилима: црна спољашња пера за летење, бела унутрашња пера за летење и кестењасти остатак крила. Тело јој је одозго тамно сиво са пругама, а одоздо беличасто. Одрасли мужјак има кестењасту круну, али су полови иначе слични.

### Оглашавање
Његова песма је мелодичнија верзија песме пољске шеве .

## Понашање и екологија
Белокрила шева живи у сувим, отвореним степама и равницама. Гнезди се на земљи, полажући три до осам јаја по леглу. Њена исхрана се састоји од семенки и инсеката током сезоне гнежђења. Друштвена је птица током зиме.

### Претње
Уништавање станишта услед орања је једна од главних претњи белокрилој шеви.

## Статус
Иако је његова популација значајно опала, и даље је релативно честа и сматра се најмање угроженим таксоном.